# St Paul’s Suite

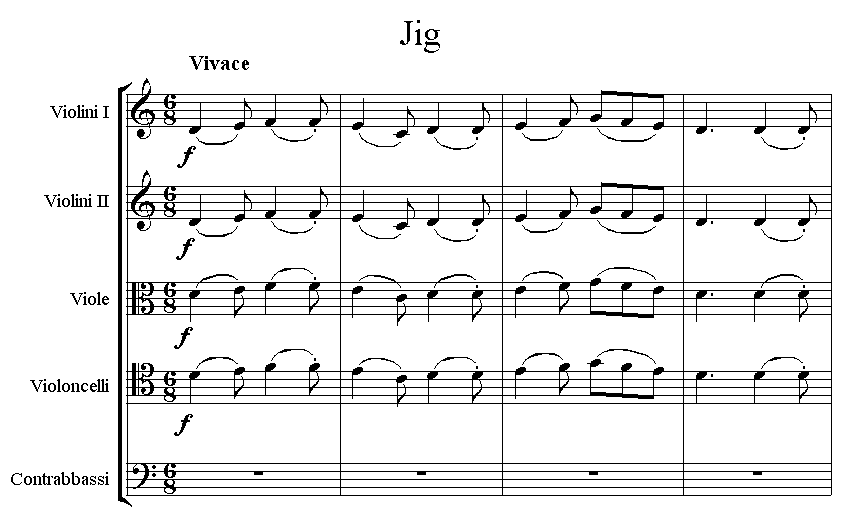
I. Jig

Die St Paul’s Suite (Op. 29, No. 2) ursprünglich genannt Suite in C, ist eine Komposition für Streichorchester des englischen Komponisten Gustav Holst. Er schrieb es 1912, aber aufgrund von weiteren Revisionen blieb es bis 1922 unveröffentlicht. Das Werk trug ursprünglich den Titel Suite in C, später benannte er das Stück nach der St Paul’s Girls’ School in Hammersmith, London, wo Holst von 1905 bis 1934 als Musikdirektor wirkte. Er schrieb es in Dankbarkeit gegenüber der Schule, nachdem diese ihm ein schalldichtes Arbeitszimmer gebaut hatte. Holst war stets bemüht entgegen der vorherrschenden Geschlechterrollen seinen Schülerinnen auch Blasinstrumente näher zu bringen, weshalb er noch vor Vollendung der Suite optionale Bläserstimmen hinzufügte. Von den vielen Stücken, die er für seine Schüler schuf, ist die Suite die bekannteste.

## Aufbau
Die Suite besteht aus vier Sätzen:
- I. Jig: Vivace (wechselnd zwischen 6/8 und 9/8 Takt)[4]
- II. Ostinato: Presto
- III. Intermezzo: Andante con moto (im Manuskript “Dance” bezeichnet)[4]
- IV. Finale (The Dargason): Allegro (arrangiert aus der “Fantasia on the Dargason” (zu deutsch i. e. Fantasie über den Dargason) aus seiner Second Suite in F for Military Band)[4]